# Ристо Алтин
Ристо Пандов Алтин (на английски: Risto Altin или Christos Pandelis Altis; на гръцки: Χρήστος Παντελής Άλτις) е австралийски общественик от Македония, активист на Македоноавстралийския народен съюз.

## Биография
Алтин е роден през 1917 година в семейството на Пандели Стойков Алтин в леринското село Лаген, днес Триандафилия, Гърция. На двадесет години, поради полицейски тормоз, емигрира в Австралия и се установява в Мелбърн. В Мелбърн става член на МПО „Тодор Александров“, формирана в 1936 година, но поради българските ѝ позиции я напуска година по-късно. Приема комунистическите македонистки идеи и в 1940 година е в основата на формирането на македонистката организация „Гоце Делчев“, която по-късно прераства в Македонски народен съюз. Алтин е сред инициаторите в организацията за създаване на македонска църква във Фицрой. В края на 1955 година и началото на 1956 година в Мелбърн Ристо Алтин, Дане Тръпков, Стоян Сърбинов, Петре Божанин и други започват серия инициативи в тази посока, като Алтин има водеща роля. На 14 май 1956 година е избран църковен комитет, начело с Васил Моянов. На Илинден 1958 година във Фицрой е поставен основният камък на църквата „Свети Георги“. На 7 август 1960 година епископ Наум Злетовско-Струмишки осветява храма. Това е първата църква на македонистката емиграция, осветена от скопски владика и първата македонистка православна община, извън Народна република Македония.
Алтин умира на 20 април 2008 година в Мелбърн.